# Lagavulin
Lagavulin Single Malt er en skotsk single malt whisky, der fremstilles på øen Islay. Mærket har i mange år været blandt de mest kendte, men fik endnu et kommercielt løft, da det i 1988 blev markedsført som 1 af de 6 Classic Malts.
Destilleriet ligger i Lagavulin Lagavulin Bay, hvor ruinerne af Dunyvaig Castle også ligger.

## Historie
Destilleriet blev grundlagt i 1816 da John Jonston og Archibald Campbell etablerede to forskellige aftapninger på stedet. Lagavulin, ledet af Jonston, overtog de to. Navnet er en anglificering af det gæliske navn lag a'mhuilin.

## Smag
Lagavulin er en røget whisky, dog ikke helt så kraftig i røgsmag som fx Laphroiag. Den har en langvarig eftersmag. Det anbefales, at drikke den tør  16 -års udgaven, som er optaget i 
Classic Malts, har en let eftersmag af tang.  Røgsmagen i røgede whiskyer stammer fra tørring af den malt, som anvendes ved fremstillingen. 

## Prisniveau
I Danmark har salgsprisen været ret stabil siden 2006 og er i februar 2010 ca. 400,- kr. for 75 Cl. centiliter, i dag 2019 er prisen et sted imellem 500 og 600 for samme mængde (Lagavulin 16yr). Produktet kan købes i en række specialbutikker og i flere supermarkedskæder, her i blandt Irma